# Mimosybra alternans
Mimosybra alternans är en skalbaggsart som beskrevs av Stefan von Breuning 1973. Mimosybra alternans ingår i släktet Mimosybra och familjen långhorningar.
Artens utbredningsområde är Filippinerna. Inga underarter finns listade i Catalogue of Life.